# De'Mon Brooks
De'Mon Brooks (Georgia, 28 de mayo de 1992) es un jugador de baloncesto estadounidense que pertenece a la plantilla del Levanga Hokkaido de la B.League japonesa. Mide 2,01 metros de altura y juega en la posición de pívot.

## Trayectoria deportiva
Tras su paso por el Hopewell High School de Huntersville, Carolina del Norte, cursó sus estudios universitarios en Davidson College, empezando a jugar con los Wildcats en la temporada 2010-11, bajo el entrenador Bob McKillop. Allí promedió 9 puntos y 5.1 rebotes, siendo elegido como Mid-Major Freshman All-America Team por Collegeinsider.com. Como jugador del segundo año (sophomore) mejoró su promedio a 15.7 puntos y 6.2 rebotes. En 2012 marcó 19 puntos en la victoriosa doble prórroga contra Western Carolina Catamounts y fue nombrado MVP del torneo. Al término de la temporada, Brooks fue elegido también Jugador del Año de la Southern Conference por los entrenadores de la liga y obtuvo la mención de honor por parte de la Associated Press.
En su año junior fue nombrado Jugador del Año de la pretemporada de la conferencia y promedió 19 puntos y 7.1 rebotes. El 2 de julio de 2014 Brooks fue elegido por los Charlotte Hornets para disputar la NBA Summer League. El 11 de julio siguiente fichó por el Azzurro Napoli Basket de Italia.
En 2021, firma por el Levanga Hokkaido de la B.League japonesa.